# Der Verräter (1935)
Der Verräter (Originaltitel: The Informer) ist ein US-amerikanisches Filmdrama von John Ford aus dem Jahr 1935. Das Drehbuch basiert auf dem Roman Der Denunziant von Liam O’Flaherty. Der Film, der von RKO produziert wurde, kam erst am 23. Juni 1950 in die deutschen Kinos.

## Handlung
Dublin im Jahr 1922. Gypo Nolan, ein armer Herumtreiber, sieht ein Fahndungsplakat, auf dem sein bester Freund Frankie McPhillip abgebildet ist. McPhillip, ein Rebell, wird wegen Mordes gesucht. Für seine Gefangennahme ist eine Belohnung von zwanzig Pfund ausgelobt. Der hungrige Nolan versucht, das Plakat zu vergessen. Doch seine Freundin, die Prostituierte Katie Madden, beklagt sich über ihre Situation. Katie hat den Wunsch, nach Amerika auszuwandern.
Nolan, der Katie den Wunsch erfüllen will, aber die Schiffspassage nicht bezahlen kann, geht zur britischen Armee und verrät, dass McPhillip sich bei seiner Mutter aufhält, er habe ihn kurz zuvor dort gesehen. Die Soldaten erschießen McPhillip vor den Augen seiner Mutter und seiner Schwester Mary. Nolan erhält seine Belohnung und sucht einen Pub auf. Dort erzählt er Katie, dass er einen betrunkenen Amerikaner ausgeraubt habe. Nolan besucht den Leichenschmaus für seinen toten Freund. Unter den Gästen befinden sich einige Mitglieder der Rebellenarmee, denen Nolans Nervosität auffällt. Die Rebellen waren Nolan gegenüber schon längere Zeit negativ eingestellt, weil der sich geweigert hatte, eine Exekution durchzuführen. Sie bringen Nolan zu ihrem Anführer, Dan Gallagher. Der stellt Nolan den Neueinstieg in die Gruppe in Aussicht, wenn er den Namen des Informanten preisgebe. Nolan, der sich selber profilieren möchte, gibt als Verräter den Schneider Pat Mulligan an. Der misstrauische Gallagher teilt Nolan mit, er würde seine Angaben später bei einem Treffen überprüfen.
Noch vor dem Treffen begegnet der mittlerweile betrunkene Nolan Terry, einem Betrüger, der ihn überredet, die zwanzig Pfund für Essen und Trinken für Bedürftige auszugeben. In der Zwischenzeit befragt Gallagher Mary, die ihm erzählt, dass ihr Bruder Nolan gesehen habe, als er nach Hause ging. Die Rebellen suchen Nolan und bringen den Betrunkenen zum Treffen. Nach der Befragung des Schneiders wenden sie sich Nolan zu, der den Verrat zugibt. Sie bereiten die Exekution Nolans vor und sperren Nolan in der Zwischenzeit ein. Doch Nolan kann aus seinem Gefängnis entkommen. Er sucht Katie auf und gesteht auch ihr unter Tränen seinen Verrat. Katie, die den Grund für Nolans Tat erahnt, sucht Gallagher auf und bittet ihn um Nolans Leben. Während ihrer Abwesenheit finden die Rebellen Nolan und schießen auf ihn. Sie verwunden ihn, doch Nolan kann eine nahegelegene Kirche erreichen. Dort trifft er auf die kummervolle Mutter seines Freundes. Nolan, im Sterben liegend, gesteht ihr seinen Verrat. Die Mutter vergibt ihm.

## Hintergrund
Das Budget dieser Produktion von RKO lag bei ca. 243.000 US-Dollar. Der Film wurde innerhalb von 17 Tagen gedreht. Die Weltpremiere fand am 1. Mai 1935 auf dem französischen Ozeandampfer Normandie statt.
Der erste von drei Filmen, die John Ford für RKO inszenierte, wurde nach den Oscar-Gewinnen ein riesiger Kassenerfolg, vor der Oscar-Veranstaltung schnitt er an der Kasse bescheiden ab. Die Verantwortlichen der Produktionsgesellschaft waren vorher skeptisch, da der Roman in Großbritannien schon 1929 verfilmt worden war. Regisseur dieser Verfilmung war Arthur Robison, Darsteller des Nolan war Lars Hanson.
John Ford fühlte sich für den Film von F. W. Murnaus Sonnenaufgang – Lied von zwei Menschen von 1927 inspiriert. Ford wollte Elemente des deutschen Expressionismus in seinen Film einbringen.
Dudley Nichols schrieb das Drehbuch innerhalb von sechs Tagen. Nichols war der erste Oscar-Gewinner, der seinen Preis ablehnte.
Victor McLaglen ist der Vater des Western-Regisseurs Andrew V. McLaglen. Bis auf Preston Foster waren alle Darsteller der führenden Rollen gebürtige Engländer oder Iren. In einer Kleinrolle als Flynn ist John Fords Bruder Francis Ford zu sehen. In einer im Abspann unerwähnten Kleinrolle als englischer Soldat tritt der spätere Regisseur und oscarprämierte Filmeditor Robert Parrish auf.
Julia Heron, 1961 Oscar-Preisträgerin, arbeitete hier zum zweiten Mal als Art-Director. Für den Tonschnitt war der spätere preisgekrönte Regisseur Robert Wise zuständig. Als Kameratechniker war Burnett Guffey, später zweimaliger Oscar-Gewinner als Chef-Kameramann, engagiert worden. Die gesamte Orchestrierung stammte aus der Feder von Bernhard Kaun, der  während der Zeit bei RKO in den Jahren 1933–1935 fest mit dem Komponisten Max Steiner zusammen arbeitete.

## Kritik
Das Lexikon des internationalen Films urteilte: „Frühes Meisterwerk von John Ford mit einer Glanzrolle für Victor McLaglen, das trotz stilistisch veralteter Mittel immer noch beeindruckt.“

## Auszeichnungen
Oscarverleihung 1936
- Oscar in der Kategorie Beste Regie an John Ford
- Oscar in der Kategorie Bester Hauptdarsteller an Victor McLaglen
- Oscar in der Kategorie Bestes Drehbuch an Dudley Nichols
- Oscar in der Kategorie Beste Filmmusik an Max Steiner
- Nominierung in der Kategorie Bester Film  Gewinner: Meuterei auf der Bounty
- Nominierung in der Kategorie Bester Schnitt (George Hively)  Gewinner: Ein Sommernachtstraum

National Board of Review 1935
- NBR-Award als bester Film

New York Film Critics Circle 1936
- NYFCC-Award als bester Film
- NYFCC-Award für John Ford als besten Regisseur

Internationale Filmfestspiele von Venedig 1935
- Nominierung für den Mussolini-Cup für John Ford

Library of Congress
- Aufnahme in das National Film Registry 2018